# Luzonite
La luzonite è un minerale. Fu scoperta nel 1874 nelle Filippine, nella località di Mankayan, nell'isola di Luzon, da cui ha preso il nome.

## Abito cristallino
Pseudoottaedrico.

## Origine e giacitura
L'origine è idrotermale di bassa e modetata temperatura.
Il minerale si trova in alcuni giacimenti di rame o altri giacimenti metalliferi, spesso associata a enargite, minerale dalla stessa composizione chimica ma dalla differente struttura cristallina, ma associato anche ad altri minerali cupriferi tra cui calcopirite e tetraedrite.

## Forma in cui si presenta in natura
In granuli, massivo, in aggregati. I cristalli sono molto rari.

## Caratteristiche chimico-fisiche
- Peso molecolare: 393,92 grammomolecole[1]
- Solubilità: il minerale risulta solubile lentamente in acido nitrico[3]
- Densità di elettroni: 4,18 gm/cm³[1]
- Indici quantici[1]:
  - Fermioni: 0,0024426672
  - Bosoni: 0,9975573328
- Indici di fotoelettricità[1]:
- PE: 36,75 barn/elettrone
- ρ: 153,51 barn/cm³
- Indice di radioattività: GRapi: 0 (Il minerale non è radioattivo)[1].

## Località di ritrovamento
- In America[3]: in alcune miniere del Montana, del Nevada (USA), del Sonora (Messico), del Perù e dell'Argentina;
- In Asia[3]: a Luzon (Filippine); a Taiwan; nell'isola di Hokkaidō (Giappone); nel Kazakistan.